# Торговица (Ровненская область)
Торговица (укр. Торговиця) — село в Подлозцевской сельской общине Дубенского района Ровненской области Украины.
До 2020 года входило в Млиновский район.
Население по переписи 2001 года составляло 383 человека. Почтовый индекс — 35133. Телефонный код — 3659. Код КОАТУУ — 5623889001.